# Prostye vešči
Prostye vešči (Простые вещи) è un film del 2006 diretto da Aleksej Popogrebskij.

## Trama
Il film racconta dell'anestesista Sergej Maslov, che ha eseguito senza successo un'operazione, e sulla strada di casa gli è stata tolta la licenza, ma era anche nei guai a casa. La figlia se ne andò con il suo fidanzato e la moglie annunciò che era incinta e che stava per partorire. E improvvisamente Sergej riceve un'offerta di molti soldi per fare iniezioni di anestetico a un attore anziano e capriccioso.